# Jonathan Ikoné
Nanitamo Jonathan Ikoné (Bondy, 2 maggio 1998) è un calciatore francese, centrocampista o attaccante della Fiorentina.

## Biografia
Soprannonimato Jorko, è nato e cresciuto a Bondy e ha origini congolesi.

## Caratteristiche tecniche
Gioca prevalentemente come esterno d'attacco destro. Di piede mancino, possiede una buona velocità, ed è molto bravo a disorientare gli avversari tramite finte. Essendo imprevedibile, resiste anche ai contrasti nonostante abbia un fisico leggero. Può giocare anche da trequartista. Pecca invece di grinta agonistica e di lucidità in area di rigore. 

## Carriera

### Club

#### Gli inizi e l'esordio con il PSG
Dopo avere giocato nelle giovanili del Bondy (insieme a un altro talento del calcio francese come Kylian Mbappé), nel 2010 si è trasferito al Paris Saint-Germain. Dopo avere giocato per 6 anni con le giovanili del club parigino - con cui ha raggiunto la finale nella Youth League 2015-2016 e vinto lo scudetto Under 19 - dapprima fa il suo esordio in CFA con la formazione B del PSG, poi debutta in prima squadra il 28 settembre 2016 nella partita di Champions League contro il Ludogorets. Tre giorni più tardi gioca la prima partita in Ligue 1 contro il Bordeaux.

#### Il prestito al Montpellier
Il 18 gennaio 2017 passa in prestito semestrale al Montpellier. Debutta con la nuova maglia tre giorni dopo, nella partita giocata a Metz, mentre il successivo 8 aprile realizza il suo primo gol nella vittoriosa trasferta di Caen. Al termine del campionato il prestito è rinnovato per un’ulteriore stagione. Nel secondo anno a Montpellier diventa titolare e va a segno due volte, in campionato a Bordeaux e in Coppa di Francia contro il Olympique Lione. Con il Montpellier non ha potuto esprimersi al meglio anche per via del gioco difensivo del club che non lo favoriva tatticamente.

#### Lilla
Tornato definitivamente a Parigi, il 2 luglio 2018 Ikoné viene ceduto al Lilla per 5 milioni di euro. Nella prima stagione conquista il secondo posto in Ligue 1, qualificandosi direttamente per l'edizione successiva della Champions League, grazie al trio d'attacco che, oltre a Ikoné, comprende anche Jonathan Bamba e Nicolas Pépé. I tre giocatori prendono il soprannome di Bip Bip, acronimo delle iniziali dei tre attaccanti e che ricorda la velocità del noto personaggio di Beep Beep.
La stagione successiva mette a segno il suo primo gol europeo in Champions League il 23 ottobre 2019 nella gara contro il Valencia. Conclude la stagione 2019-2020, fermata dalla pandemia Covid-19, con cinque gol e otto assist in 40 partite giocate in tutte le competizioni.
Con l'inizio della stagione 2020-2021, Ikoné non è un più titolare inamovibile dato che è arrivato il brasiliano Luiz Araujo a contendergli la maglia sulla fascia destra.  Riesce comunque a chiudere con 7 gol e 7 assist in tutte le competizioni, vincendo per la prima volta il campionato francese.
Confermato ancora tra le prime scelte della rosa, il 2 novembre 2021, è protagonista nel girone di Champions League realizzando il gol della vittoria a Siviglia (2-1).  Conclude la prima parte di stagione con buone prestazioni, tanto in campo internazionale quanto in campionato.

#### Fiorentina
Dopo tre anni e mezzo in Alta Francia, nel gennaio 2022 Ikoné si trasferisce in Italia, accasandosi alla Fiorentina per una cifra intorno ai 14 milioni di euro. Esordisce in maglia viola il 10 gennaio, nella sconfitta per 4-0 sul campo del Torino. Tre giorni dopo, nella partita esterna contro il Napoli valida per gli ottavi di finale di Coppa Italia, in cui subentra all'89' a Nicolas Gonzalez, contribuisce alla vittoria dei toscani fornendo a Maleh l'assist per il gol del definitivo 5-2. Trova, sempre a Napoli, il primo gol con la maglia della Fiorentina segnando la seconda rete nella vittoria viola (2-3). Chiude la prima stagione in maglia viola con una rete e due assist nelle 21 presenze tra campionato e Coppa Italia.
Confermato al centro del gioco di Vincenzo Italiano, nella prima parte di campionato va a segno per due volte nelle gare interne contro Verona e Inter chiudendo il 2022 in chiaroscuro. Anche ad inizio del nuovo anno sembra incontrare qualche difficoltà d'inserimento, visto che il suo utilizzo in campo è decisamente ridotto. Nel frattempo mette la propria firma nella vittoria per 2-1 sul Torino in Coppa Italia, che permette alla Fiorentina di raggiungere le semifinali del torneo. Dalla fine di febbraio, in contemporanea al buon momento della squadra, risulta decisivo in tre partite consecutive in campionato, fornendo un assist vincente sia nella vittoria esterna contro l'Hellas Verona  che in quelle contro il Milan e la Cremonese. Il 13 aprile segna il primo gol europeo con la maglia viola mettendo nel sacco il definitivo 1-4 a Poznan nella gara di andata dei quarti di Conference League. Va ancora a segno in Serie A contro Salernitana  e Roma, mentre giocherà da titolare le finali di Coppa Italia 2022-2023 e di Conference League. Chiude la seconda stagione a Firenze totalizzando 51 presenze con 6 gol e 8 assist.
Nel suo terzo anno a Firenze cambia numero di maglia tornando ad utilizzare il soprannome Jorko come a Lilla. Trova i primi gol stagionali a ottobre, in occasione dei confronti in Conference League con Ferencváros e Čukarički, mentre la prima rete in Serie A arriva l'11 febbraio, in occasione della vittoria per 5-1 contro il Frosinone. Si ripete poi contro Genoa e Salernitana, il 15 e il 21 aprile.

#### Prestito al Como
Il 31 gennaio 2025 viene ceduto in prestito fino al termine della stagione, con diritto di riscatto, al Como. Il giorno dopo esordisce con i lariani nella partita in casa del Bologna persa per 0-2, subentrando a Patrick Cutrone nel secondo tempo. L'8 marzo segna la sua prima rete con i lariani, firmando il momentaneo gol del vantaggio nella partita interna contro il Venezia, pareggiata per 1-1.
Nel luglio 2025, il Botafogo mostrò interesse per l'attaccante francese, che allora era in prestito al Como 1907.

### Nazionale

#### Nazionali giovanili
Ha militato in tutte le nazionali giovanili francesi, svolgendo la trafila dall'Under-16 sino all'Under-19. Con la nazionale Under-17 ha vinto il campionato europeo 2015 disputatosi in Bulgaria, mettendosi in evidenza nel corso del torneo realizzando 3 reti in 4 partite e risultando tra i migliori giocatori scelti dalla UEFA al termine della manifestazione.

#### Nazionale maggiore
Dopo un approccio da parte di Florent Ibengé, allenatore della Repubblica Democratica del Congo, viene convocato dal CT transalpino Didier Deschamps per la prima volta in nazionale maggiore nel settembre 2019, in vista delle gare contro Albania e Andorra, anche per via di un infortunio accorso a Kylian Mbappé. Debutta contro gli albanesi, trovando subito il gol nella vittoria 4-1 dei Bleus, mentre nella successiva gara contro gli andorrani, vinta per 3-0, fornisce l'assist per il provvisorio 1-0 di Kingsley Coman. Viene convocato nuovamente a settembre 2020 per le prime due giornate del girone di UEFA Nations League, ma rimane in panchina in entrambe le partite contro Svezia e Croazia.

## Statistiche

### Presenze e reti nei club
Statistiche aggiornate al 24 maggio 2025.
| Stagione                     | Squadra                      | Campionato                   | Campionato | Campionato | Coppe nazionali | Coppe nazionali | Coppe nazionali | Coppe continentali | Coppe continentali | Coppe continentali | Altre coppe | Altre coppe | Altre coppe | Totale | Totale |
| Stagione                     | Squadra                      | Comp                         | Pres       | Reti       | Comp            | Pres            | Reti            | Comp               | Pres               | Reti               | Comp        | Pres        | Reti        | Pres   | Reti   |
| ---------------------------- | ---------------------------- | ---------------------------- | ---------- | ---------- | --------------- | --------------- | --------------- | ------------------ | ------------------ | ------------------ | ----------- | ----------- | ----------- | ------ | ------ |
| 2015-2016                    | Paris Saint-Germain B        | CFA                          | 10         | 2          | -               | -               | -               | -                  | -                  | -                  | -           | -           | -           | 10     | 2      |
| 2016-gen. 2017               | Paris Saint-Germain B        | CFA                          | 8          | 2          | -               | -               | -               | -                  | -                  | -                  | -           | -           | -           | 8      | 2      |
| Totale Paris Saint-Germain B | Totale Paris Saint-Germain B | Totale Paris Saint-Germain B | 18         | 4          |                 | -               | -               |                    | -                  | -                  |             | -           | -           | 18     | 4      |
| 2016-gen. 2017               | Paris Saint-Germain          | L1                           | 4          | 0          | CF+CdL          | 0+2             | 0               | UCL                | 1                  | 0                  | SF          | 0           | 0           | 7      | 0      |
| gen.-giu. 2017               | Montpellier                  | L1                           | 14         | 1          | CdF+CdL         | -               | -               | -                  | -                  | -                  | -           | -           | -           | 14     | 1      |
| 2017-2018                    | Montpellier                  | L1                           | 18         | 1          | CdF+CdL         | 2+3             | 1+0             | -                  | -                  | -                  | -           | -           | -           | 23     | 2      |
| Totale Montpellier           | Totale Montpellier           | Totale Montpellier           | 32         | 2          |                 | 5               | 1               |                    | -                  | -                  |             | -           | -           | 37     | 3      |
| 2018-2019                    | Lilla                        | L1                           | 38         | 3          | CdF+CdL         | 2+1             | 0               | -                  | -                  | -                  | -           | -           | -           | 41     | 3      |
| 2019-2020                    | Lilla                        | L1                           | 28         | 3          | CF+CdL          | 2+2             | 0               | UCL                | 4                  | 1                  | -           | -           | -           | 36     | 4      |
| 2020-2021                    | Lilla                        | L1                           | 37         | 4          | CF              | 3+0             | 0               | UEL                | 8                  | 3                  | -           | -           | -           | 48     | 7      |
| 2021-gen. 2022               | Lilla                        | L1                           | 18         | 1          | CF              | 1               | 0               | UCL                | 5                  | 1                  | SF          | 1           | 0           | 25     | 2      |
| Totale Lilla                 | Totale Lilla                 | Totale Lilla                 | 121        | 11         |                 | 11              | 0               |                    | 17                 | 5                  |             | 1           | 0           | 150    | 16     |
| gen.-giu. 2022               | Fiorentina                   | A                            | 17         | 1          | CI              | 4               | 0               | -                  | -                  | -                  | -           | -           | -           | 21     | 1      |
| 2022-2023                    | Fiorentina                   | A                            | 33         | 4          | CI              | 5               | 1               | UECL               | 13                 | 1                  | -           | -           | -           | 51     | 6      |
| 2023-2024                    | Fiorentina                   | A                            | 28         | 3          | CI              | 3               | 0               | UECL               | 11                 | 2                  | SI          | 1           | 0           | 42     | 5      |
| 2024-gen. 2025               | Fiorentina                   | A                            | 14         | 0          | CI              | 1               | 0               | UECL               | 8                  | 4                  | -           | -           | -           | 21     | 4      |
| Totale Fiorentina            | Totale Fiorentina            | Totale Fiorentina            | 92         | 8          |                 | 13              | 1               |                    | 32                 | 7                  |             | 1           | 0           | 138    | 16     |
| gen.-giu. 2025               | Como                         | A                            | 13         | 2          | CI              | -               | -               | -                  | -                  | -                  | -           | -           | -           | 13     | 2      |
| Totale carriera              | Totale carriera              | Totale carriera              | 280        | 27         |                 | 31              | 2               |                    | 50                 | 12                 |             | 2           | 0           | 362    | 41     |

### Cronologia presenze e reti in nazionale
| Cronologia completa delle presenze e delle reti in nazionale ― Francia | Cronologia completa delle presenze e delle reti in nazionale ― Francia | Cronologia completa delle presenze e delle reti in nazionale ― Francia | Cronologia completa delle presenze e delle reti in nazionale ― Francia | Cronologia completa delle presenze e delle reti in nazionale ― Francia | Cronologia completa delle presenze e delle reti in nazionale ― Francia | Cronologia completa delle presenze e delle reti in nazionale ― Francia | Cronologia completa delle presenze e delle reti in nazionale ― Francia |
| Data                                                                   | Città                                                                  | In casa                                                                | Risultato                                                              | Ospiti                                                                 | Competizione                                                           | Reti                                                                   | Note                                                                   |
| ---------------------------------------------------------------------- | ---------------------------------------------------------------------- | ---------------------------------------------------------------------- | ---------------------------------------------------------------------- | ---------------------------------------------------------------------- | ---------------------------------------------------------------------- | ---------------------------------------------------------------------- | ---------------------------------------------------------------------- |
| 7-9-2019                                                               | Saint-Denis                                                            | Francia                                                                | 4 – 1                                                                  | Albania                                                                | Qual. Euro 2020                                                        | 1                                                                      | 77’                                                                    |
| 10-9-2019                                                              | Saint-Denis                                                            | Francia                                                                | 3 – 0                                                                  | Andorra                                                                | Qual. Euro 2020                                                        | -                                                                      | 63’                                                                    |
| 11-10-2019                                                             | Reykjavík                                                              | Islanda                                                                | 0 – 1                                                                  | Francia                                                                | Qual. Euro 2020                                                        | -                                                                      | 88’                                                                    |
| 14-10-2019                                                             | Saint-Denis                                                            | Francia                                                                | 1 – 1                                                                  | Turchia                                                                | Qual. Euro 2020                                                        | -                                                                      | 87’                                                                    |
| Totale                                                                 |                                                                        | Presenze                                                               | 4                                                                      |                                                                        | Reti                                                                   | 1                                                                      |                                                                        |

| Cronologia completa delle presenze e delle reti in nazionale ― Francia under 21 | Cronologia completa delle presenze e delle reti in nazionale ― Francia under 21 | Cronologia completa delle presenze e delle reti in nazionale ― Francia under 21 | Cronologia completa delle presenze e delle reti in nazionale ― Francia under 21 | Cronologia completa delle presenze e delle reti in nazionale ― Francia under 21 | Cronologia completa delle presenze e delle reti in nazionale ― Francia under 21 | Cronologia completa delle presenze e delle reti in nazionale ― Francia under 21 | Cronologia completa delle presenze e delle reti in nazionale ― Francia under 21 |
| Data                                                                            | Città                                                                           | In casa                                                                         | Risultato                                                                       | Ospiti                                                                          | Competizione                                                                    | Reti                                                                            | Note                                                                            |
| ------------------------------------------------------------------------------- | ------------------------------------------------------------------------------- | ------------------------------------------------------------------------------- | ------------------------------------------------------------------------------- | ------------------------------------------------------------------------------- | ------------------------------------------------------------------------------- | ------------------------------------------------------------------------------- | ------------------------------------------------------------------------------- |
| 5-6-2017                                                                        | Tirana                                                                          | Albania under 21                                                                | 0 – 3                                                                           | Francia under 21                                                                | Amichevole                                                                      | -                                                                               | 75’                                                                             |
| 15-11-2018                                                                      | Beauvais                                                                        | Francia under 21                                                                | 2 – 2                                                                           | Croazia under 21                                                                | Amichevole                                                                      | -                                                                               | 73’                                                                             |
| 19-11-2018                                                                      | Caen                                                                            | Francia under 21                                                                | 1 – 1                                                                           | Spagna under 21                                                                 | Amichevole                                                                      | -                                                                               | 72’                                                                             |
| 21-3-2019                                                                       | Essen                                                                           | Germania under 21                                                               | 2 – 2                                                                           | Francia under 21                                                                | Amichevole                                                                      | 1                                                                               | 75’                                                                             |
| 24-3-2019                                                                       | Brest                                                                           | Francia under 21                                                                | 0 – 1                                                                           | Danimarca under 21                                                              | Amichevole                                                                      | -                                                                               | 69’                                                                             |
| 3-6-2019                                                                        | Le Mans                                                                         | Francia under 21                                                                | 3 – 0                                                                           | Belgio under 21                                                                 | Amichevole                                                                      | -                                                                               | 71’                                                                             |
| 11-6-2019                                                                       | Vienna                                                                          | Austria under 21                                                                | 3 – 1                                                                           | Francia under 21                                                                | Amichevole                                                                      | -                                                                               | 74’                                                                             |
| 18-6-2019                                                                       | Cesena                                                                          | Inghilterra under 21                                                            | 1 – 2                                                                           | Francia under 21                                                                | Europeo Under-21 2019 - 1º turno                                                | 1                                                                               |                                                                                 |
| 21-6-2019                                                                       | Serravalle                                                                      | Francia under 21                                                                | 1 – 0                                                                           | Croazia under 21                                                                | Europeo Under-21 2019 - 1º turno                                                | -                                                                               |                                                                                 |
| 24-6-2019                                                                       | Cesena                                                                          | Francia under 21                                                                | 0 – 0                                                                           | Romania under 21                                                                | Europeo Under-21 2019 - 1º turno                                                | -                                                                               | 84’                                                                             |
| 27-6-2019                                                                       | Reggio Emilia                                                                   | Spagna under 21                                                                 | 4 – 1                                                                           | Francia under 21                                                                | Europeo Under-21 2019 - Semifinale                                              | -                                                                               |                                                                                 |
| 15-11-2019                                                                      | Nancy                                                                           | Francia under 21                                                                | 3 – 2                                                                           | Georgia under 21                                                                | Qual. Europeo Under-21 2021                                                     | -                                                                               | 70’                                                                             |
| 8-10-2020                                                                       | Strasburgo                                                                      | Francia under 21                                                                | 5 – 0                                                                           | Liechtenstein under 21                                                          | Qual. Europeo Under-21 2021                                                     | 1                                                                               |                                                                                 |
| 12-10-2020                                                                      | Tolosa                                                                          | Francia under 21                                                                | 1 – 0                                                                           | Slovacchia under 21                                                             | Qual. Europeo Under-21 2021                                                     | -                                                                               |                                                                                 |
| 25-3-2021                                                                       | Szombathely                                                                     | Francia under 21                                                                | 0 – 1                                                                           | Danimarca under 21                                                              | Europeo Under-21 2021 - 1º turno                                                | -                                                                               | 62’                                                                             |
| 28-3-2021                                                                       | Szombathely                                                                     | Russia under 21                                                                 | 0 – 2                                                                           | Francia under 21                                                                | Europeo Under-21 2021 - 1º turno                                                | 1                                                                               |                                                                                 |
| 31-3-2021                                                                       | Győr                                                                            | Islanda under 21                                                                | 0 – 2                                                                           | Francia under 21                                                                | Europeo Under-21 2021 - 1º turno                                                | -                                                                               | 61’                                                                             |
| 31-5-2021                                                                       | Budapest                                                                        | Paesi Bassi under 21                                                            | 2 – 1                                                                           | Francia under 21                                                                | Europeo Under-21 2021 - Quarti di finale                                        | -                                                                               |                                                                                 |
| Totale                                                                          |                                                                                 | Presenze                                                                        | 18                                                                              |                                                                                 | Reti                                                                            | 4                                                                               |                                                                                 |

## Palmarès

### Club

#### Competizioni giovanili
- Campionato francese Under 19: 1

Paris Saint-Germain: 2015-2016

#### Competizioni nazionali
- Supercoppa francese: 2

Paris Saint-Germain: 2016
Lilla: 2021
- Coppa di Lega francese: 1

Paris Saint-Germain: 2016-2017
- Campionato francese: 1

Lilla: 2020-2021

### Nazionale

#### Competizioni giovanili
- Campionato d'Europa Under-17: 1

Bulgaria 2015

### Individuale

#### Competizioni giovanili
- Squadra ideale del Campionato d'Europa Under-17: 1

Team of the Tournament: Bulgaria 2015